# 東陽一
東 陽一（ひがし よういち、1934年11月14日 - ）は日本の映画監督、脚本家。和歌山県紀美野町出身。早稲田大学第一文学部英文学科卒。

## 経歴
早稲田大学卒業後、岩波映画製作所に入社し、助監督として多く黒木和雄作品についたが、1962年、助監督のまま退社してフリーランスとなり、短編映画『A FACE』（1963年）で監督デビューした。
長編第一作はさまざまな論議を呼んだドキュメンタリー作品『沖縄列島』（1969年）。つづく初の劇映画『やさしいにっぽん人』（1971年）で日本映画監督協会新人賞を受賞、劇映画三作目の『サード』（1978年）では第52回キネマ旬報ベストワン、第21回ブルーリボン賞作品賞、芸術選奨文部大臣新人賞などを受賞し、映画監督としての地歩を固めた。
1979年に公開された『もう頬づえはつかない』はインディペンデント映画としては異例の観客動員数を記録し、若い女性を中心に圧倒的な支持を得た。その後、『四季・奈津子』（1980年）、『ザ・レイプ』（1982年）、『化身』（1986年）など、女性の美と生を巧みに描いた快作をたて続けに発表。『四季・奈津子』の後は、東監督・吉永小百合主演で、アールアメリカロケの『マザー・グースと三匹の子豚』が1981年から撮入と報道されたが、実現しなかった。
1992年、住井すゑのベストセラー小説を映画化した『橋のない川』は観客動員数200万人を超えるヒットを記録。1996年の『絵の中のぼくの村』は芸術選奨文部大臣賞、第46回ベルリン国際映画祭銀熊賞などをはじめ、国内外で数多くの賞を受けた。またモントリオール世界映画祭では『わたしのグランパ』（2003年）が最優秀アジア映画賞、『風音』（2004年）がイノベーション賞をそれぞれ受賞。『酔いがさめたら、うちに帰ろう。』（2010年）は、第20回日本映画批評家大賞の監督賞を受賞した。
2009年から、バリアフリー環境での映画上映プロジェクトに参加、旧作『絵の中のぼくの村』に、視覚障碍者のための「副音声」、聴覚障碍者のための「日本語字幕」を入れた「バリアフリー版」を作った。つづいて2010年、監督名を「東ヨーイチ」と表記して、副音声、字幕つきの「エロティック・バリアフリー・ムービー」の第一弾、『ナース夏子の熱い夏』『私の調教日記』の二本を「通常版」と同時に製作、公開した。2011年の『姉妹狂艶』はその三作目。
『酔いがさめたら、うちに帰ろう。』も「通常版」と同時に「バリアフリー版」を製作、公開した。またこの作品は、韓国映画『息もできない』のヤン・イクチュン監督の演出によってセリフを韓国語に吹き替え、さらに韓国語字幕と韓国語解説をつけたバリアフリー版が製作、公開された。
2009年から4年間、京都造形芸術大学芸術学部映画学科の客員教授をつとめた。
2024年、第47回日本アカデミー賞会長功労賞を受賞した。

## 監督作品

### 映画
- 1963年 A FACE （英語版・ジェトロ・24分）
- 1964年 東村山市 （新芸映画・30分）
- 1969年 沖縄列島 （東プロ・91分）
- 1971年 やさしいにっぽん人 （東プロ・118分）
- 1973年 日本妖怪伝・サトリ （青林舎・100分）
- 1978年 サード （幻燈社＋ATG・102分）
- 1979年 もう頰づえはつかない （あんぐる＋ATG・113分）
- 1980年 四季・奈津子 （幻燈社＋東映・120分）
- 1981年 ラブレター （幻燈社＋にっかつ・80分）
- 1981年 マノン （幻燈社・108分）
- 1982年 ザ・レイプ （幻燈社＋東映・100分）
- 1982年 ジェラシー・ゲーム （幻燈社＋にっかつ・84分）
- 1983年 セカンド・ラブ （幻燈社＋東映・103分）
- 1985年 湾岸道路 （幻燈社＋東北新社・104分）
- 1986年 化身 （東映・105分）
- 1988年 うれしはずかし物語 （にっかつ・90分）
- 1992年 橋のない川 （ガレリア＋西友・139分）
- 1996年 絵の中のぼくの村 Village of Dreams （シグロ・112分）
- 2000年 ボクの、おじさん THE CROSSING （シグロ・116分）
- 2003年 わたしのグランパ （製作委員会・113分）
- 2004年 風音 （シグロ・106分）
- 2010年 酔いがさめたら、うちに帰ろう。 （シグロ＋バップ＋ビターズエンド・118分）
- 2016年 だれかの木琴 （製作委員会・112分）

### エロティック・バリアフリー・ムービー
- 2010年 ナース奈津子の熱い夏 （シグロ＋レジェンド・ピクチャーズ・68分）
- 2010年 私の調教日記 （シグロ＋レジェンド・ピクチャーズ・64分）
- 2011年 姉妹狂艶 （シグロ＋レジェンド・ピクチャーズ＋ミッドシップ・64分）

### テレビドラマ＆テレビドキュメンタリー
- 1989年 風に吹かれて （ESSEN＋日本テレビ・91分）
- 1989年 からくり人形の女 （東京映画新社＋日本テレビ・90分）
- 1993年 サーカスが来る日 （シグロ＋NHKクリエイティブ・45分）
- 1994年 映画監督東陽一の「妖怪が見えますか」[3] （シグロ＋NHKクリエイティブ・50分）
- 1995年 アジア映画の中の日本像 （シグロ＋NHKエンタープライズ21・45分）

## その他の参加作品
- 1998年 鯨捕りの海〈原案〉 （シグロ・85分・監督：梅川俊明）
- 2000年 今森光彦の里山物語〈編集〉 （トキヲ＋NHKエンタープライズ21・50分）
- 2000年 世界・わが心の旅　ボリビア　父なる風に心ふるえて〈出演〉 （NHK和歌山・45分）

## 出演
- 現在地はいづくなりや　映画監督東陽一（2020年2月22日、モンタージュ）監督：小玉憲一[4]

## 著書
- 午後4時の映画の本　東陽一　幻燈社　1979年　※「サード」台本収録
- 映画美術の情念 内藤昭 著,東陽一 聞き手 リトル・モア 1992
- 『橋のない川』を語る : 学習資料 全国同和教育研究協議会事務局 編 全国同和教育研究協議会 1992 インタビュー収録
- 映画と「食」の深いつながり　2024年　※電子出版